# Gottsunda
Gottsunda is een plaats in de gemeente Österåker in het landschap Uppland en de provincie Stockholms län in Zweden. De plaats heeft 108 inwoners (2005) en een oppervlakte van 24 hectare. Gottsunda wordt omringd door zowel landbouwgrond als bos en ligt aan het meertje Storträsket, ook ligt er een golfbaan net ten noorden van de plaats. De plaats Åkersberga ligt zo'n twee kilometer ten oosten van het dorp.